# Ozyptila secreta
Ozyptila secreta (лат.) — вид пауков семейства Пауки-бокоходы (Thomisidae). Встречается в западной и южной Европе: Италия, Швейцария. Активны с апреля по сентябрь. Длина тела самцов до 3,4 мм, самки от 4,1 мм до 4,9 мм. Основная окраска коричневая со светлыми и тёмными отметинами (просома от жлтовато-коричневой до чёрно-коричневой с 2 продольными полосами).
Голени первой пары ног вентрально с двумя парами шипов; волоски заострённые или булавовидные. Педипальпы самцов с тегулярным апофизом, эпигинум с чехлом. Первые две пары ног развёрнуты передними поверхностями вверх, заметно длиннее ног третьей и четвёртой пар. Паутину не плетут, жертву ловят своими видоизменёнными передними ногами.